# Maunu
Maunu est une banlieue du sud-ouest de la cité de Whangarei dans la région du Northland, dans le nord de l’Île du Nord de la Nouvelle-Zélande.

## Situation
Une colline volcanique vers l’ouest est aussi appelée Maunu et culmine à 395 m au-dessus du niveau de la mer.
La route State Highway 14 (en) circule à travers la banlieue.

## Démographie
Selon les données du recensement de 2013 en Nouvelle-Zélande, la ville de Maunu avait une population 1 356 habitants, en augmentation de 6 personnes depuis celui de 2006.
Mais Maunu a été scindé entre 2 zones statistiques dans le cadre du recensement de 2018 en Nouvelle-Zélande.
Pukenui est principalement une zone rurale située à l’ouest de la banlieue.
Maunu-Horohora est essentiellement une zone urbaine et va en direction de l’est vers le centre de la cité de Whangarei.

### Pukenui
Pukenui, avec une surface de 19 kilomètres carrés a une population de 2 040 résidents selon le recensement de 2018 en Nouvelle-Zélande, en augmentation de 402 personnes (soit 24,5 %) depuis le recensement de 2013 en Nouvelle-Zélande et une augmentation de 738 personnes (soit 56,7 %) depuis le recensement de 2006 en Nouvelle-Zélande.
Il y avait 735 logements.
On comptait 966 hommes et 1 077 femmes, donnant un sexe ratio de 0,9 homme pour une femme.
Sur le total de la population, 384 personnes (soit 18,8 %) étaient âgées de moins de 15 ans, 288 personnes (soit 14,1 %) avaient entre 15 et 29 ans, 966 personnes (47,4 %) avaient entre 30 et 64 ans, et 402 personnes (soit 19,7 %) étaient âgées de 65 ans ou plus.
Les tableaux n’aboutissent pas au total de 100 % du fait de l’arrondissement des chiffres.
L’ethnicité était pour 88,5 % d’européens/Pākehā, 11,2 %  de Māori, 1,2 % de personnes du Pacifique, 6,9 % de personne d’origine asiatique et 2,1 % d’autres ethnies.
Les personnes peuvent s’identifier de plusieurs ethnicités.
Le pourcentage de personnes nées outre-mer était de 20,9 %, comparé avec les 27,1 % au niveau national.
Bien que certaines personnes objectent à donner leur religion, 47,5 % n’avaient aucune religion, 42,8 % étaient chrétiens, et 3,8 % avaient une autre religion.
Parmi ceux d’au moins 15 ans d’âge 387 personnes (soit 23,4 %) étaient bacheliers ou avaient un degré supérieur et 246 personnes (soit 14,9%) n’avaient aucune qualification formelle.
Le revenu médian était de 38,400 $.
Le statut d’emploi de ceux d’au moins 15 ans était pour 786 personnes (soit 47,5 %) employées à plein temps, pour 300 personnes (soit 18,1 %) étaient employées à temps partiel et 39 personnes (soit 2,4 %) étaient sans emploi.

### Maunu-Horohora
Le secteur de « Maunu-Horahora » avec une superficie de 4 kilomètres carrés, avait une population de 3 276 résidents lors du recensement de 2018 en Nouvelle-Zélande, en augmentation de 273 personnes (soit 9,1 %) depuis le recensement de 2013 en Nouvelle-Zélande, et une augmentation de 345 personnes(soit 11,8 %) depuis le recensement de 2006 en Nouvelle-Zélande.
Il y avait 1 206 logements.
On comptait 1 578 hommes et 1 701 femmes, donnant un sexe ratio de 0.93 homme pour une femme.
Sur l’ensemble de la population, 654 personnes  (soit 20,0 %) étaient âgées de plus de 15 ans, 540 personnes (soit 16,5 %) étaient âgées de 15 à 29 ans, 1 329 personnes (soit 40,6 %) étaient âgées de 30 à 64 ans, et 753 personnes (soit 23,0 %) avaient 65 ans ou plus.
Les tableaux peuvent ne pas atteindre un total de 100 % du fait des arrondis.
L’ethnicité  était pour 72,8 % d’européens/Pākehā, 20,5 % de Māoris, 2,3 % de personnes du Pacifique, 15,5 % d’origine asiatique et 2,3 % d’autres ethnicités.
Les personnes peuvent s’identifier de plus d’une ethnicité.
La proportion de personnes nées outre-mer était de 28,0 %, comparé aux 27,1 % au niveau national.
Bien que certaines personnes objectent à donner leur religion, 42,9 % n’avaient aucune religion, 43,1 % étaient chrétiens, et 7,4% avaient une autre religion.
Parmi ceux d’au moins 15 ans d’âge, 594 personnes (soit 22,7 %) étaient bacheliers ou avaient un degré supérieur et 513 personnes (soit 19,6 %) personnes n’avaient aucune qualification formelle.
Les revenus médian étaient de 27 700 $.
Le statut d’emploi de ceux d’au moins 15 ans était pour 1 173 personnes (soit 44,7 %) un emploi à plein temps, pour 321 personnes (soit 12,2 %) était un emploi à temps partiel et 105 personnes (soit 4,0 %) étaient sans emploi.

## Éducation
- Le collège catholique Pompallier (en) est une école secondaire, allant des années 7 à 13 avec un effectif de 558 élèves en mars 2021[5].

Il fut fondé en 1971 comme un internat privé pour garçons mais devint mixte en 1977.
En 1981, les installations d’internat furent fermées et il devint une école intégrée au système public.
- L’école de Maunu School contribuant aux années 1 à 6 avec un effectif de 327 élèves en mars 2021[7].

L’étude fut établie en 1884.
L’ensemble des écoles est mixte.

## Installations

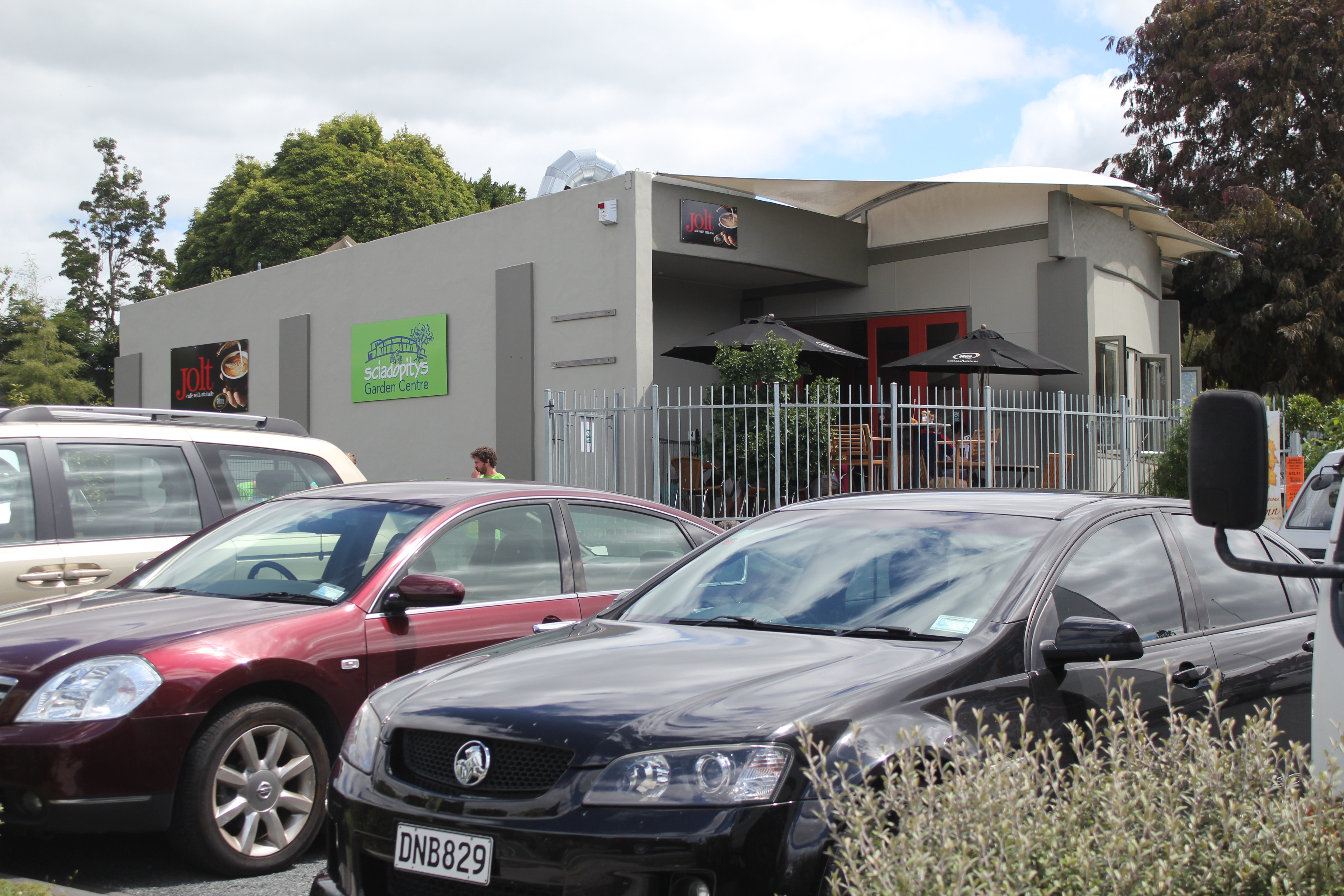
Le café Jolt tel qu’il est vu à partir du parking du Centre du jardin de Sciadopity

Maunu a un Barge Park Showgrounds utilisé pour les présentations de A&P et des évènements équestres, qui est situé sur la route State Highway 14, identifiées par le Conseil du District de Whangarei avant tout comme un hub de loisir.
A côté, se trouve Kiwi North ( incorporant le domicile de la famille Clarke  et d’autres bâtiments historiques (dont de nombreux bâtiments ont été relocalisés ici à partir d’autres sites du secteur de Whangarei), mais aussi : l’observatoire du Northland et différents clubs et sociétés.
Chaque troisième dimanche du mois, il y a un train qui circule et souvent se poursuit sur les jours de congés.
Il y a aussi un jardin, caractéristique nommé le Joltcafe.

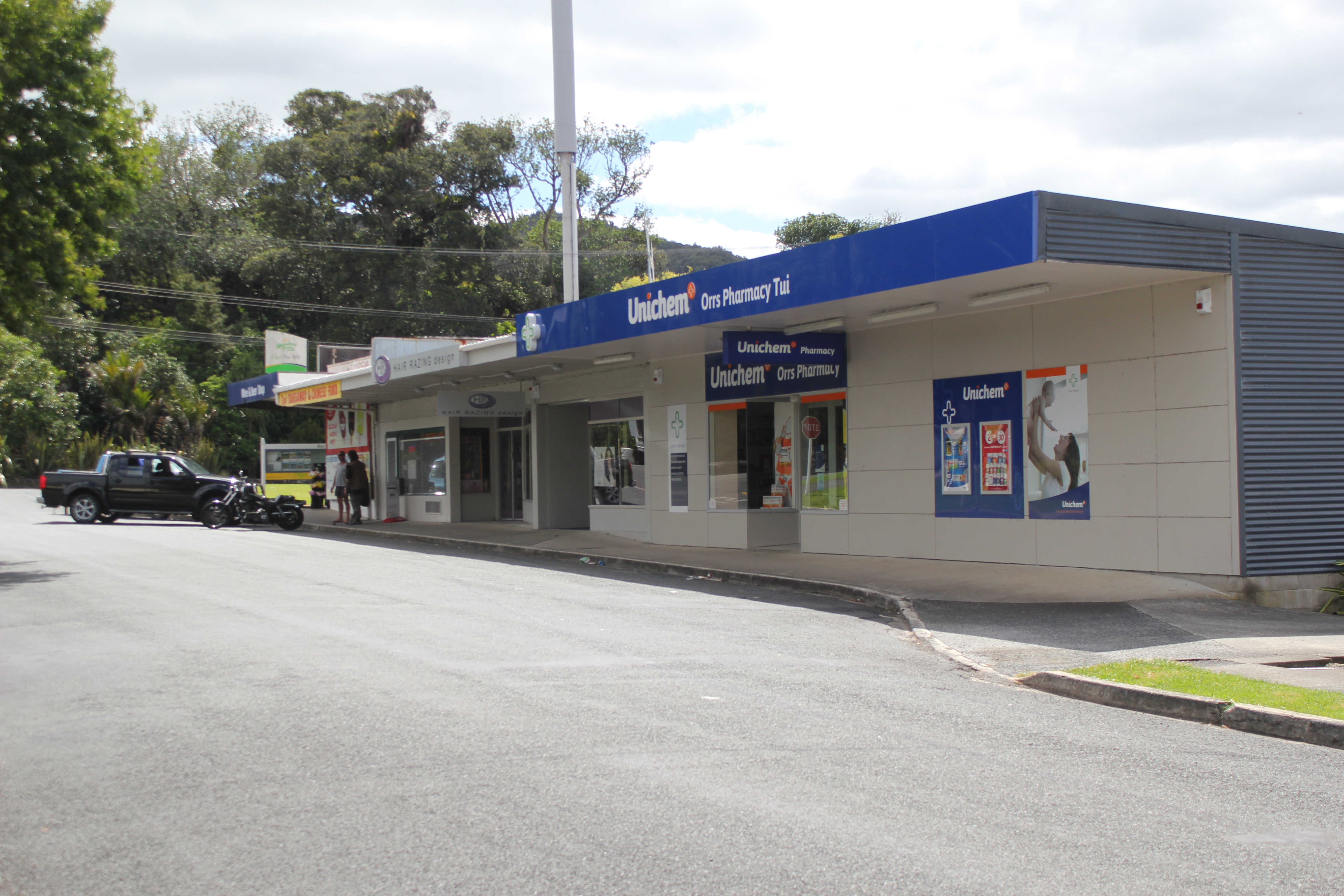
Le petit groupe de magasins situés au niveau de Tui Crescent

Localisé au niveau de Tui Crescent se trouve un petit groupe de magasins.
Une épicerie, un restaurant chinois, un coiffeur et une pharmacie.
Il y a aussi un cimetière localisé au niveau du 49 Cemetery Road.
Maunu fut arpenté pour avoir un cimetière dès novembre 1892,
Quand en 1898, 2 hectares de terrains restèrent dans le cimetière de Maunu Cemetery Trusties jusqu’en janvier 1922, quand le conseil du borough de Whangarei en prit le contrôle. Il y a depuis du terrain ajouté au cimetière.